# 아이스큐브 중성미자 관측소

아이스큐브 중성미자 관측소

아이스큐브 중성미자 관측소(IceCube Neutrino Observatory) 또는 간단히 아이스큐브(IceCube)는 남극 대륙의 아문센-스콧 기지에 건설된 중성미자 관측소이다. The project is a recognized CERN experiment (RE10). 이 프로젝트는 공인된 유럽 입자 물리 연구소(CERN) 실험(RE10)이다. 수천 개의 센서가 남극 얼음 아래에 위치하며, 1세제곱미터에 걸쳐 분포되어 있다.
이전 제품인 AMANDA(Antarctic Muon And Neutrino Detector Array)와 유사하게 아이스큐브는 디지털 광학 모듈(DOM)이라는 구형 광학 센서로 구성되며 각 센서에는 광전 증폭관(PMT)과 디지털 데이터를 전송하는 단일 보드 데이터 수집 컴퓨터가 있다. 아이스큐브는 2010년 12월 18일에 완성되었다.
DOM은 온수 드릴을 사용하여 얼음에 녹인 구멍에 깊이 1,450~2,450m에 각각 60개의 모듈로 구성된 스트링으로 배치된다. 아이스큐브는 최고 에너지 천체 물리학 과정을 탐구하기 위해 테라전자볼트(TeV) 범위에서 중성미자의 점원(point source, 點源)을 찾도록 설계되었다.

## 같이 보기
- 다중 신호 천문학